# شرطان
شَرَطان یا بتا بره یک ستاره است که در صورت فلکی بره قرار دارد.
نام‌های فارسی میانه برای این ستاره پَدیسپَر (پریسپر) و پدیوَر است.